# Associação Olímpica de Itabaiana
A Associação Olímpica de Itabaiana é um clube de futebol brasileiro com sede na cidade de Itabaiana, no estado de Sergipe. Foi fundado em 10 de julho de 1938.

## História

### A fundação
Diferente de muitas equipes que originaram-se de dissidências de outras, o Itabaiana formou-se de uma junção entre duas agremiações amadoras da cidade: o Brasil Football Club e o Balípodo Club Santa Cruz. O objetivo da fusão era manter uma frequência de atividades esportivas, já que estes dois clubes apareciam e desapareciam constantemente e não tinham um calendário fixo. Então os desportistas itabaianenses entenderam que deveria ser formado um time mais consistente, mais participativo e com maior regularidade esportiva.
Desta forma, no dia 10 de julho de 1938 fora fundado um novo time de futebol em Itabaiana, em cujo batismo inicial recebeu o nome de Botafogo Sport Club, nome que durou apenas três meses, pois o mesmo não adquiriu a simpatia de todos os integrantes. Assim no dia 6 de outubro de 1938, numa reunião de iniciativa do Sr. Irineu Pereira de Andrade, o time serrano passou-se a chamar Itabaiana Sport Club. A mudança definitiva para Associação Olímpica de Itabaiana ocorreu no início da década de 1950.
A escolha das cores do clube não foi difícil. Como o Santa Cruz tinha as cores azul e branco e o Brasil as cores vermelho e branco, a homenagem foi prestada aos precursores e o Itabaiana viraria o tricolor serrano, nas suas cores azul, vermelho e branco.

### A primeira partida
A primeira partida do novo time itabaianense aconteceu em 14 de agosto de 1938. Ainda com o nome de Botafogo Sport Club. O time serrano enfrentou o Guttemberg Football Club, da cidade de Aracaju. E o Sergipe Jornal, da capital, anunciava:
 “Na própria cidade de Itabaiana, encontrar-se-ão amanhã em partida amistosa, os fortes esquadrões do Guttemberg F.C desta capital e o Botafogo S.C daquela cidade. Ambos os quadros estão devidamente treinados prometendo deste modo um embate cheio de lances emocionantes, realizando em Itabaiana amanhã uma das suas maiores tardes esportivas”.
O jogo foi recheado de controvérsias e o Sergipe Jornal de 17 de agosto, numa matéria inteiramente parcial polemizou:
“Sob a arbitragem de um juiz inconsciente, os rapazes do Guttemberg F.C. perderam para o Botafogo S.C da cidade de Itabaiana, pelo apertado score de 2x1. (...) Decorridos alguns minutos de jogo, coube a abertura do score aos locais, não desanimando os visitantes que o tempo todo investem, (...). Em uma das vezes, apossando-se Teleco da bola, escapa, e a grande distância, em um forte pelotaço vaza as redes dos locais, mas o juiz, que desde o início da peleja procurava prejudicar todas as jogadas dos rapazes do “Guttemberg” anula inescrupulosamente o tento feito, sem aceitar o menor protesto do time prejudicado.
Minutos depois, ainda Teleco apossando-se da pelota (...), descobrindo em frente ao goal dos locais, manda um forte tiro, conseguindo deste modo empatar a partida (...).
Já ao término da peleja, chocam-se três jogadores, inclusive dois locais próximo à área penal dos visitantes, e o juiz, desconhecedor das refras do football, (...), ao em vez de marcar bola ao ar, marca uma penalidade contra os ‘guttemberguenses’, que batido, resultou em goal para eles, terminando a partida minutos depois com o score de 2 a 1, favorável ao time local”

### Dos primeiros títulos à atualidade
O primeiro título veio em 1953 ainda como clube amador. Em 1960, o profissionalismo chega ao futebol sergipano, ocasião em que se consolidavam definitivamente os grandes clubes: Itabaiana, Sergipe e Confiança. O primeiro título de campeão sergipano de profissionais viria no ano de 1969 no antigo Estádio Etelvino Mendonça. Esse momento da história do time foi de fundamental importância, por ter provocado uma “febre” de auto-estima e orgulho nos itabaianenses, marcando para sempre o inicio de uma paixão entre clube e torcida.
Em 1971 o Itabaiana conquista o mais importante título de um clube sergipano até os dias atuais: sagra-se campeão da Taça Nordeste de 1971, a fase regional Nordeste da Zona Norte–Nordeste do Campeonato Brasileiro da Série B de 1971,[carece de fontes?] decidindo a final contra o Ferroviário. Esse título levou o tricolor serrano a disputar a Taça Norte-Nordeste em dois jogos contra o campeão da Taça Norte, o Remo, ficando com o vice-campeonato. O Itabaiana luta pelo reconhecimento do título de campeão do Nordeste de 1971 junto à CBF e à Liga do Nordeste.
O segundo título estadual seria conquistado no ano de 1973, em pleno estádio Lourival Batista, na capital. Mas foi entre o final da década de 70 e inicio da década de 80 (78, 79, 80, 81 e 82) que o Itabaiana consolidou sua hegemonia no futebol do Estado, conquistando um inédito pentacampeonato, tendo como responsável direto por tal feito histórico o Sr. José Queiroz da Costa, eterno patrono da equipe, que não medira esforços para obter tais conquistas. Um jejum de 15 anos ocorreu até o próximo título em 1997, quando o Itabaiana derrotou o Confiança, mais uma vez no Batistão. Em casa, no Estádio Presidente Médici, o primeiro título de campeão sergipano seria conquistado em 2005, numa vitória sobre o rival do interior, o Lagartense. mais pra frente conquistou o Estadual em 2012 em cima do Confiança, e em 2023 conquistou seu 11° titulo, novamente em cima do Confiança.
Na Série D de 2024, o clube conquistou o acesso, depois de ter derrotado a equipe do Treze nas quartas de final por 3 x 1 no agregado (3 x 1 no Etelvino Mendonça e 0 x 0 no Amigão em Campina Grande). Atualmente está disputando o Campeonato Brasileiro de Futebol de 2025 - Série C.

## Estádio
O Estádio Estadual Presidente Médici com capacidade de onze mil pessoas é onde o Itabaiana manda seus jogos. O nome foi sugestão do então governador de Sergipe, Lourival Baptista, como modo de agradar o então Presidente da República, o militar Emílio Garrastazu Médici. O estádio foi inaugurado em 7 de março de 1971 num jogo do Tricolor Serrano contra o Grêmio/RS.
No dia da inauguração, naquela tarde festiva do dia 7 de março de 1971, a Olímpica de Itabaiana recebeu a visita da equipe do Grêmio de Porto Alegre. Foi uma tarde inesquecível e uma partida de futebol da melhor qualidade, apesar de o público ter voltado para casa sem ver gols, zero a zero foi o resultado final, mesmo com a equipe do Grêmio contando com a presença do tricampeão mundial, o lateral-esquerdo Everaldo, que travou um acirrado duelo com o veloz e habilidoso ponta-direita serrano Edmílson Santos, este não deu vida fácil ao famoso lateral. Vejamos então os protagonistas da festa:
ITABAIANA: Marcelo, Augusto, Humberto, Elísio e Messias; Gustinho, Bené e Zequinha; Edmilson, Horácio e Tatica;
Grêmio: Jair, Domingos (Espinosa), Di, Beto e Everaldo; Jadir (Júlio Amaral - Ivo), Gaspar e Caio; Flecha, Alcindo (Paraguaio) e Loivo;;
O futebol serrano ganhara um palco a sua altura, ao seu nível, pois agora a cidade tinha um novo e moderno espaço para as apresentações do seu time. Sendo assim, desde aquele dia 7 de março de 1971 até os dias atuais, a Associação Olímpica de Itabaiana recebe seus convidados e joga contra seus adversários neste palco..." - Retirado de: Associação Olímpica de Itabaiana - Da Gênese ao Penta"
O Estádio Etelvino Mendonça (antigo Presidente Emílio Garrastazu Médici ou Presidente Médici) é a casa do Itabaiana quando manda os seus jogos, e está localizado entre a Praça Etelvino Mendonça e a Avenida Manuel Francisco Teles, no centro da cidade de Itabaiana. Conta com espaçosos vestiários, um gramado de excelente qualidade, iluminação para jogos noturnos e placar eletrônico. Uma curiosidade digna de nota é que o Itabaiana conseguiu ganhar apenas um título estadual dentro dessa praça desportiva, exatamente o título do ano de 2005.

Entre 2009 e 2010 o estádio passou por uma grande reforma. A obra consistiu-se em intervenções gerais, como recuperação estrutural, ampliação da arquibancada com o fechamento do anel (aumentando em cerca de 30% a capacidade do estádio), acréscimo na altura do alambrado, construção de mais sanitários, construção de plataformas na arquibancada, instalação de novo placar eletrônico, revisão de cobertura em telha de fibrocimento e impermeabilização, dentre outros serviços para recompor toda a estrutura. Ao todo, a obra representou um investimento de mais de R$ 2 milhões.
Em 2016, o governador de Sergipe Jackson Barreto, assinou um Decreto Oficial, mudando o nome do estádio, de 'Presidente Médici' para 'Etelvino Mendonça'. Etelvino Mendonça foi uma grande personalidade da cidade de Itabaiana. Foi tabelião, vereador e prefeito de Itabaiana e trabalhou no incentivo ao esporte do município, em especial da Associação Olímpica da Itabaiana, tendo levado a primeira bola de couro ao município. Dava nome ao antigo estádio de Itabaiana, que recebeu jogos até 1971. É avô do Secretário de Segurança Pública, Mendonça Prado e pai do Presidente do TJ/SE, Luiz Mendonça. Houve algumas controvérsias em relação ao novo nome. Alguns queriam a permanência do antigo nome e outros faziam jus ao novo nome, pois ao lado do Estádio há uma praça de eventos homenageando o ex-prefeito. Essa mudança fez parte do Relatório Final da Comissão da Verdade, que fez uma série de recomendações, retirando nomes de ex-políticos que apoiavam a Ditadura Militar no Brasil.

## Personalidades
Algumas personalidades e alguns ídolos da Associação Olímpica de Itabaiana: dirigentes, jogadores e treinadores;
Zé Queiroz
Juan Cely
Danilo Alvim
José Carlos Fescina
Gil Sergipano
Lima Sergipano
Pedro Costa
Fabiano

## Uniforme
- Principal: Camisa com listras verticais azuis, brancas e vermelhas, calção azul e meias azuis.
- Secundário: Camisa branca com faixas horizontais em azul e vermelho, calção azul e meias azuis.

## Curiosidades

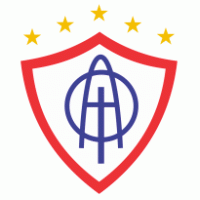
Escudo antigo

- Em 1971, o regulamento do Campeonato Sergipano foi alterado em pleno andamento. A competição deveria ser realizada em dois turnos, como o Itabaiana havia sido campeão do primeiro turno e liderava o segundo com folgas, houve uma reunião na FSF, onde foi mudada a fórmula do campeonato: deveria haver um terceiro turno, e o campeão deste decidiria o título com o Tremendão numa melhor de três. Resultado: Sergipe campeão do terceiro turno. Melhor de três com dois jogos no Batistão e um no Médici.
- O ano era 1973, Sergipe e Itabaiana novamente na final: Dois jogos no Batistão e apenas um no Médici. No primeiro jogo, no Batistão, o Tricolor é prejudicado pela arbitragem e o Sergipe vence. Segundo jogo, no Médici: Vitória do Itabaiana. Terceiro jogo, no Batistão: A Associação Olímpica de Itabaiana exige árbitro de fora do estado e é campeão dentro do Batistão em cima do Sergipe. Foi a primeira vez que um clube sergipano exigiu arbitragem da FIFA.
- O Itabaiana foi pentacampeão do estado de 1978 a 1982. Em todos os jogos das finais foi exigida arbitragem da FIFA, pelo patrono do Itabaiana, o Sr. José Queiroz da Costa.
- Em 1981, novamente o clássico na final do campeonato: Itabaiana e Sergipe. O vermelhinho da capital, com a colaboração da FSF, decidiu fazer a finalíssima num feriado e com os portões abertos, com o objetivo de lotar o Batistão com a torcida do Sergipe e esmagar a torcida tricolor. O Itabaiana protestou, mas a decisão foi mantida. O patrono do Itabaiana, o Sr. José Queiroz da Costa, anunciou na véspera da decisão que o Tremendão não entraria em campo. No dia do jogo, às 4 da tarde, o Batistão estava vazio (já que todos acreditavam que não haveria jogo), o Sergipe entrou em campo certo da vitória por W.O e... o Tricolaço entra em campo, surpreendendo a todos. Resultado: Sergipe 0x1 Itabaiana, Tricolor campeão.
- Em 1982, aconteceu um episódio conhecido por “Golpe do Nacour”. Itabaiana e Sergipe na final. Como sempre, o Tricolor exigiu arbitragem da FIFA. A FSF anunciou que o árbitro seria o maranhense Nacour Arouche (cunhado do médico do Sergipe), aspirante à FIFA, alegando que não havia árbitros disponíveis. Desta vez o Itabaiana realmente não entrou em campo e o resultado ficou a cargo da justiça. No TJD, os julgadores decidiram pelo Sergipe como campeão por cinco votos a um. O Itabaiana recorreu ao STJD junto ao renomado advogado Valed Perry e lá declararam a Associação Olímpica de Itabaiana campeã por sete votos a zero. Os resultados dos julgamentos só saíram em 1983, e como não havia mais como decidir no campo, a FSF declarou ambos os times campeões.

## Pioneirismo
- Primeiro e único clube sergipano a vencer uma competição Regional (Copa do Nordeste 1971).
- Primeiro e único clube  sergipano à disputar uma final interregional (Campeonato Norte-Nordeste de 1971).
- Primeiro clube sergipano a profissionalizar atletas com carteira assinada.
- Primeiro clube sergipano a pagar décimo terceiro a atletas.
- Primeiro clube sergipano a jogar no Maracanã
- Primeiro clube sergipano a participar da Loteria Esportiva.
- Primeiro clube sergipano a ter jogos apitados por árbitros da FIFA.
- Primeiro pentacampeão profissional do Estado (78/79/80/81/82).

## Títulos
| REGIONAIS          | REGIONAIS                         | REGIONAIS | REGIONAIS                                                         | REGIONAIS |
|                    | Competição                        | Títulos   | Temporadas                                                        |           |
| ------------------ | --------------------------------- | --------- | ----------------------------------------------------------------- | --------- |
|                    | Taça Nordeste                     | 1         | 1971                                                              |           |
| ESTADUAIS          |                                   |           |                                                                   |           |
|                    | Competição                        | Títulos   | Temporadas                                                        |           |
|                    | Campeonato Sergipano              | 11        | 1969, 1973, 1978, 1979, 1980, 1981, 1982, 1997, 2005, 2012 e 2023 |           |
|                    | Copa Governo do Estado de Sergipe | 2         | 2006 e 2007                                                       |           |
|                    | Campeonato Sergipano - Série A2   | 1         | 2000                                                              |           |
| TURNOS DO ESTADUAL |                                   |           |                                                                   |           |
|                    | Competição                        | Títulos   | Temporadas                                                        |           |
|                    | Taça Cidade de Aracaju            | 1         | 2012                                                              |           |
|                    | Taça Estado de Sergipe            | 1         | 2002                                                              |           |

### Categoria de Base
- Campeonato Sergipano de Futebol Juniores (Sub-20): 2  (2004 e 2014)
- Campeão X Copa Interestaual Águas de Lindóia Sub-19: 2014

### Campanhas de Destaque
- 3º colocado da Série B: 1971.
- 4º colocado da Série C: 1998.
- 4º colocado da Série D: 2024.

## Estatísticas

### Participações
|  | Participações em 2025 |

| Competição | Competição            | Temporadas | Melhor campanha         | Estreia | Última | P | R |
| Sergipe    | Campeonato Sergipano  | 72         | Campeão (11 vezes)      | 1952    | 2025   |   | 1 |
| Sergipe    | Série A2              | 1          | Campeão (2000)          | 2000    | 2000   | 1 |   |
| Sergipe    | Copa Governador       | 8          | Campeão (2 vezes)       | 2003    | 2025   |   |   |
|            | Copa do Nordeste      | 6          | Quartas-de-final (2017) | 2013    | 2024   |   |   |
| Brasil     | Campeonato Brasileiro | 5          | 35º colocado (1980)     | 1974    | 1982   |   | 1 |
| Brasil     | Série B               | 4          | 3º colocado (1971)      | 1971    | 1983   | – | – |
| Brasil     | Série C               | 11         | 4º colocado (1998)      | 1994    | 2025   | – | – |
| Brasil     | Série D               | 8          | 4º colocado (2024)      | 2012    | 2024   | 1 |   |
| Brasil     | Copa do Brasil        | 13         | 1ª fase (13 vezes)      | 1998    | 2026   |   |   |

## Artilheiros
Campeonato Sergipano
| Artilharia           | Artilharia           | Artilharia | Artilharia |
| Atleta               | Competição           | Ano        | Gols       |
| -------------------- | -------------------- | ---------- | ---------- |
| Horácio              | Campeonato Sergipano | 1971       | 23         |
| Duda                 | Campeonato Sergipano | 1973       | 17         |
| Nilson Hora          | Campeonato Sergipano | 1980       | 16         |
| Pedro Costa          | Campeonato Sergipano | 1993       | 27         |
| Paulo Sérgio Adocica | Campeonato Sergipano | 1997       | 27         |
| Tosca                | Campeonato Sergipano | 2002       | 14         |
| Luciano Baiano       | Campeonato Sergipano | 2004       | 16         |
| Gustavo Schutz       | Campeonato Sergipano | 2024       | 8          |

## Ranking da CBF 2022
- Posição: 85º
- Pontuação: 911 pontos[5]

Ranking criado pela Confederação Brasileira de Futebol para pontuar todos os clubes do Brasil. 
Ranking divulgado pela CBF tem Itabaiana à frente do rival Sergipe, que a assume a 2ª colocação em seu estado. Confiança continua líder da lista.

## Livros sobre o Itabaiana
- "Associação Olímpica de Itabaiana: Da Gênese ao Penta" (2010), de Manoel Aelson Gois.

- "Na Vitória ou Derrota - de 1983 a 1999 - (2018), de Manoel Aelson Góis.

## Rivalidades do Itabaiana
- Itabaiana x Sergipe

- Itabaiana x Confiança

- Itabaiana x Lagarto

- Itabaiana x Coritiba-SE